# Klątwa Bambino

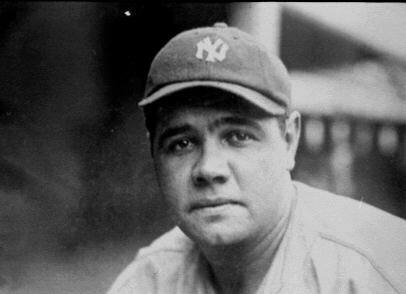
Babe Ruth

Klątwa Bambino – przesąd, który często przytaczany był jako powód niepowodzeń baseballowego zespołu Boston Red Sox, który nie zdobył mistrzostwa ligi MLB przez 86 lat, od 1918 do 2004 roku.
Na początku istnienia rozgrywek, Boston Red Sox byli jedną z drużyn odnoszącą największe sukcesy w lidze, odnotowując 5 zwycięstw w rozgrywkach MLB. Sytuacja odmieniła się diametralnie, gdy w sezonie 1919–1920 sprzedali Babe’a Rutha (przydomek Bambino) i dopiero w 2004 roku odnieśli zwycięstwo w World Series.